# Llum Barrera
Maria Llum Barrera San Juan (Alcudia, Mallorca, Islas Baleares, 30 de noviembre de 1968) es una actriz, presentadora y humorista española.

## Biografía
Estudió Periodismo en la Universidad Autónoma de Barcelona y colaboró en ABC (redacción de Cataluña), el Diario de Mallorca y otros diarios. Tras asistir a unas clases de interpretación, relacionadas con su trabajo, decidió ser actriz y se matriculó en el Instituto del Teatro.
Participó en diversas obras de Els Comediants y Tricicle. Es especialmente conocida por series de televisión como en Hospital Central, El comisario y Aquí no hay quien viva. También fue colaboradora fija en Nos pierde la fama, programa de Cuatro, y participó en "Amar es para Siempre".
Es autora de un libro, Chica busca chico: Manual de ligue de una mujer desesperada.
Desde 2011 y hasta 2013 trabajó en la serie de gran éxito Pulseras rojas convirtiéndose en la madre de Roc, en TV3.
En 2012 actuó en el Teatro Lara junto a Mariola Fuentes y Natalia Hernández en la obra El manual de la buena esposa, llegando a superar las 100 funciones.
En febrero de 2013, Manel Fuentes confirmaba a través del especial de Tu cara me suena que Llum Barrera iba a ser una de las primeras concursantes en participar en la tercera edición del exitoso programa musical de Antena 3 en el que imitó a Vicky Larraz, Encarnita Polo, Álex y Christina, Susan Boyle, Luis Aguilé, Kesha, Los Tres Sudamericanos, Massiel, María Isabel, Alaska, Robert Smith, Perlita de Huelva, Estefanía de Mónaco, Luz Casal, Madonna, T.A.T.U, Irene Cara, Olivia Newton John e Isabel Pantoja. Fue finalista y quedó en cuarta posición. Ganó las galas 2.º y 9.º.
En abril de 2013, la actriz fichó por la tercera temporada de Con el culo al aire con el personaje de Chus (la hermana de Lola), serie que se emitió en Antena 3.
En enero de 2014, se confirmó que iba a ser la representante del pueblo Balboa (León) en el nuevo programa de La 1, El pueblo más divertido que es presentado por Marilo Montero.
En 2014 estuvo en la primera edición de Tu cara me suena Mini para Antena 3, en el que ayudaba a los niños a convertirse en los personajes elegidos. Aparece como colaboradora en La ventana los lunes y en A vivir de la radio Cadena Ser los domingos.
Más tarde se incorpora a la serie de sobremesa de TVE Seis hermanas, donde interpreta a la dueña del café Ambigú.
En noviembre de 2015 se incorporó al equipo de Zapeando.
En 2017 cancelan Seis Hermanas. Sigue en Zapeando tras dos años y en el programa de radio A Vivir. Desde abril presenta en la cadena balear Agafa'm si pots y actúa en el teatro en la obra Las bicicletas son para el verano. En noviembre de este año se anuncia que se incorpora a las grabaciones de la serie Servir y proteger interpretando a Felisa, donde participó en 25 capítulos. Este mismo año deja de colaborar en el programa Amigas y conocidas de TVE.
En 2018, sigue como colaboradora en Zapeando, compaginándolo con el teatro y sus apariciones espóradicas en Servir y proteger hasta el final de la segunda temporada de la serie. Ese mismo año participa en un episodio de Cuerpo de élite. Al año siguiente, en 2019 hace un cameo en Vota Juan, sigue de gira en el teatro con la obra La lista de mis deseos y colaborando puntualmente en Zapeando. Desde enero hasta febrero colabora en Lo siguiente, programa del access presentado por Raquel Sánchez Silva. También aparece en la película de Lluís Maria Güell, L'enigma Verdaguer, interpretando el papel de Deseada.
En 2020 fichó por la novena temporada de Amar es para siempre para interpretar a Socorro Sáez de Abascal, serie diaria en la que estuvo una temporada completa, concretamente durante 250 capítulos. En 2021, formó parte de La caza. Tramuntana, miniserie de TVE en la que dio vida a Madó Teresa, un papel que le permitió explorar un registro dramático en una historia de suspense. También ese año, apareció en la serie cómica Supernormal, donde interpretó a Lali. En el ámbito cinematográfico, tuvo un papel en la película de acción Xtreme, en la que encarnó a Juana, aportando su característico talento interpretativo a una producción de alto impacto. Todos estos trabajos imposibilitaron su continuación en el programa Zapeando y finalmente la colaboradora dejó el programa tras más de cinco años. También termina su papel de presentadora del programa Agafa'm si pots tras cuatro años y más de 800 programas, y cede el testigo a la actriz Antònia Jaume.
En 2022, la actriz es invitada a varios programas como Mapi, 25 palabras o Saber y Ganar. También colabora en el podcast Poco se habla durante el verano, apareciendo en tres de sus programas: ‘¿Miedo a hacerse mayor?’, ‘Hablando sin filtros’ y ‘¿Qué prefieres?’. Estos trabajos los combina con su participación en la obrad de teatro La Ternura, de Alfredo Sanzol, obra a la que regresa tras más de tres años interpretando a la Reina Esmeralda. 
Durante 2023, Barrera tuvo un papel en la película Cuando los amos duermen, donde interpretó a Ivana. También formó parte del elenco de Vestidas de azul, de Los Javis miniserie que sirvió como continuación de la aclamada Veneno y que exploró la vida de varias mujeres trans en la España de los años 80. En cuanto al teatro, sigue con su participación en la obra de La Ternura, que compagina con Una Teràpia Integral, que se desarrolla durante un par de meses de ese año en Barcelona, donde concluye su participación en la obra. 
En 2024, ha seguido muy activa en distintos formatos. En cine, participó en la comedia La familia Benetón, dirigida por Joaquín Mazón, en la que interpretó a Pilina. También tuvo un papel en Disco, Ibiza, Locomía, donde dio vida a la madre de Manolo, dentro de una historia inspirada en el icónico grupo musical. En televisión, ha formado parte de la serie ¿A qué estás esperando?, un nuevo proyecto que refuerza su versatilidad como actriz. En este mismo año ficha por Vintage, la nueva serie de TV3. Por otra parte, comienza sus papeles en La paella dels dijous, que gira por Cataluña y a finales de año se establece en L'auditori d'Alcúdia, y Una Terapia Integral, en el Teatro Fígaro de Madrid, la adaptación al español de la obra de teatro en la que estuvo el año anterior. 
Especialmente, sigue muy ligada a IB3, donde ha conseguido consolidarse como una de las presentadoras de mayor éxito de la cadena pública de las Islas Baleares. En este canal ha presentado las Campanadas de fin de año en cuatro ocasiones. En septiembre de 2024 comenzó a emitirse su propio programa, Pim Pam Llum, que fue un programa de humor, entretenimiento y actualidad. El programa se estructuró en diferentes bloques, incluyendo entrevistas semanales a personalidades de interés social y cultural de las Islas Baleares. Además, presentó secciones fijas como "Servim notícies en clau d’humor" y "No m’agrada res", aportando una perspectiva humorística a temas de actualidad. Contó con la colaboración de la actriz Maria del Mar Coll y el periodista y director de programas Àngel Aguiló.  El equipo se complementaba con colaboradores de diversos ámbitos artísticos, como los influencers Miquel Montoro y Lluc Parisio, los actores Rodo Janer, Ann Perelló y Maria March, y el cantautor Jaume Anglada. El programa se emitió cada martes a las 22:15 horas hasta el 11 de marzo de 2025, día que se emitió el último programa.

## Filmografía

### Largometrajes
| Año  | Serie                                    | Personaje       | Director                       | Género          |
| ---- | ---------------------------------------- | --------------- | ------------------------------ | --------------- |
| 2005 | Princesas                                | Gloria          | Fernando León de Aranoa        | Drama           |
| 2008 | Diario de una ninfómana                  | Sonia           | Christian Molina               | Drama/Romance   |
| 2009 | Psiquiatras, psicólogos y otros enfermos | Dra. Montesa    | Pedro Telechea                 | Comedia         |
| 2017 | La llamada                               | Sor Jesusa      | Javier Calvo y Javier Ambrossi | Musical/Comedia |
| 2019 | L'enigma Verdaguer                       | Deseada Durán   | Lluís Maria Güell              | Drama           |
| 2021 | Xtremo                                   | Juana           | Daniel Benmayor                | Thriller/Acción |
| 2023 | Cuando los amos duermen                  | Ivana           | Santiago Alvarado Ilarri       | Comedia/Terror  |
| 2024 | Disco, Ibiza, Locomía                    | Madre de Manolo | Kike Maillo                    | Musical/Drama   |
| 2024 | La familia Benetón                       | Pilina          | Joaquín Mazón                  | Comedia         |
| 2025 | Coartadas                                | TBA             | Martín Cuervo                  | TBA             |

### Cortometrajes
| Año  | Título                | Personaje      | Dirección               | Género           | Duración |
| ---- | --------------------- | -------------- | ----------------------- | ---------------- | -------- |
| 2007 | Freedomless           | Llum Barrera   | Mike Jacoby, Xoel Pamos | Drama/Documental | 22m      |
| 2015 | Una mañana cualquiera | Señorita ciega | Miguel Martí            | Comedia          | 10m      |
| 2017 | Distintos             | Mariluz        | Josevi García Herrero   | Comedia          | 20m      |
| 2021 | Andy y las demás      | Carme          | Cintia Ballbé           | Comedia          | 17m      |

### Series
| Año             | Serie                   | Personaje                  | Canal       | Notas         |
| --------------- | ----------------------- | -------------------------- | ----------- | ------------- |
| 2001            | 7 vidas                 | Teresa                     | Telecinco   | 1 episodio    |
| 2003            | Una nueva vida          | Gema                       | TV3         | 1 episodio    |
| 2004 - 2006     | Aquí no hay quien viva  | Carmen Villanueva          | Antena 3    | 30 episodios  |
| 2004; 2012      | Hospital Central        | Marta / Almudena           | Telecinco   | 2 episodios   |
| 2008            | El comisario            | Rosa                       | Telecinco   | 1 episodio    |
| 2008            | Zoo                     | Gisela Navarro             | TV3         | 23 episodios  |
| 2011 - 2013     | Pulseras rojas          | Merche                     | TV3         | 13 episodios  |
| 2013            | Aída                    | Dolores                    | Telecinco   | 1 episodio    |
| 2014            | Con el culo al aire     | María Jesús "Chus" Soriano | Antena 3    | 16 episodios  |
| 2015 - 2017     | Seis hermanas           | Antonia Rivera             | La 1        | 254 episodios |
| 2016            | Cites                   | Mare de Sara               | TV3         | 1 episodio    |
| 2017 - 2018     | Servir y proteger       | Felisa Vega                | La 1        | 29 episodios  |
| 2018            | Cuerpo de élite         | Cedilla                    | Antena 3    | 1 episodio    |
| 2019            | Vota Juan               | Sofía Palacios             | TNT         | 1 episodio    |
| 2020 - 2023     | Pep                     | Joana Maria                | IB3         | 38 episodios  |
| 2020 - 2021     | Amar es para siempre    | Socorro Sáez de Abascal    | Antena 3    | 250 episodios |
| 2021            | La caza. Tramuntana     | Madó Teresa                | La 1        | 8 episodios   |
| 2021            | Fúria                   | Comisaria                  | IB3         | 2 episodios   |
| 2021; 2023      | Supernormal             | Lali                       | Movistar+   | 2 episodios   |
| 2023            | Vestidas de azul        | Menchu                     | Atresplayer | 1 episodio    |
| 2024 - presente | Vintage                 | Lola                       | TV3         | ¿? episodios  |
| 2024            | ¿A qué estás esperando? | Albany                     | Atresplayer | 5 episodios   |
| Próximamente    | La casa nostra          | Pilar                      | TV3         | ¿? episodios  |

### Programas de televisión

#### Como presentadora
| Año         | Título                   | Canal  | Función      |
| ----------- | ------------------------ | ------ | ------------ |
| 2006        | Nos pierde la fama       | Cuatro | Presentadora |
| 2017- 2021  | Agafa'm Si Pots          | IB3    | Presentadora |
| 2017        | Yo Fui a EGB VIP         | TNT    | Presentadora |
| 2017 - 2018 | Campanadas de fin de año | IB3    | Presentadora |
| 2019 - 2020 | Campanadas de fin de año | IB3    | Presentadora |
| 2022 - 2023 | Campanadas de fin de año | IB3    | Presentadora |
| 2023 - 2024 | Campanadas de fin de año | IB3    | Presentadora |
| 2024 - 2025 | Pim pam Llum             | IB3    | Presentadora |

#### Como colaboradora
| Año         | Título                           | Canal     | Función      |
| ----------- | -------------------------------- | --------- | ------------ |
| 1999        | Fem Tele                         | Canal Nou | Colaboradora |
| 2001        | Fent amics                       | TV3       | Colaboradora |
| 2001        | La última noche                  | Telecinco | Colaboradora |
| 2001        | Nada personal                    | Telecinco | Colaboradora |
| 2002        | La corriente alterna             | Telecinco | Colaboradora |
| 2004        | Un, dos, tres... a leer esta vez | TVE       | Colaboradora |
| 2005        | La azotea de Wyoming             | TVE       | Colaboradora |
| 2006        | Llum i Acció                     | IB3       | Colaboradora |
| 2007        | Planeta Finito                   | La Sexta  | Colaboradora |
| 2008 - 2009 | Oikmentens                       | TV3       | Colaboradora |
| 2014        | Me resbala                       | Antena 3  | Colaboradora |
| 2015 - 2020 | Zapeando                         | La Sexta  | Colaboradora |
| 2015 - 2017 | Amigas y conocidas               | TVE       | Colaboradora |
| 2019        | Lo siguiente                     | TVE       | Colaboradora |
| 2021 - 2022 | Mejor contigo                    | TVE       | Colaboradora |

#### Como concursante
| Año         | Título                | Canal    | Función                       |
| ----------- | --------------------- | -------- | ----------------------------- |
| 2013 - 2014 | Tu cara me suena 3    | Antena 3 | Concursante - 4.ª finalista   |
| 2014        | Tu cara me suena mini | Antena 3 | Concursante - 7.ª clasificada |

#### Como invitada
| Año         | Título                                 | Canal                      | Función  |
| ----------- | -------------------------------------- | -------------------------- | -------- |
| 2013        | Tu cara me suena 2                     | Antena 3                   | Invitada |
| 2014        | El pueblo más divertido                | TVE                        | Madrina  |
| 2015        | Ahora caigo                            | Antena 3                   | Invitada |
| 2015        | Tu cara me suena 4                     | Antena 3                   | Invitada |
| 2016        | ¡Boom!                                 | Antena 3                   | Invitada |
| 2016        | ¿Y tú qué sabes?                       | La Sexta                   | Invitada |
| 2017        | Tu cara no me suena todavía            | Antena 3                   | Invitada |
| 2018        | De Bon Humor                           | TV3                        | Invitada |
| 2018        | Vamos a ver                            | Castilla y León Televisión | Invitada |
| 2019        | Assumptes Interns                      | À Punt                     | Invitada |
| 2019        | La mejor canción jamás cantada         | TVE                        | Invitada |
| 2020        | Late Motiv                             | #0                         | Invitada |
| 2020        | 1, 2, 3... hipnotízame                 | Antena 3                   | Invitada |
| 2020        | El juego de los anillos                | Antena 3                   | Invitada |
| 2021        | Family Feud: La batalla de los famosos | Antena 3                   | Invitada |
| 2021        | Espejo Público                         | Antena 3                   | Invitada |
| 2022        | Mapi                                   | TVE                        | Invitada |
| 2022        | Saber y ganar                          | TVE                        | Invitada |
| 2022 - 2023 | 25 palabras                            | Telecinco                  | Invitada |
| 2023        | El círculo de los famosos              | Antena 3                   | Invitada |
| 2021 - 2024 | Pasapalabra                            | Antena 3                   | Invitada |
| 2023        | Password                               | Antena 3                   | Invitada |
| 2024        | Carlos Latre, inimitable               | Movistar Plus+             | Invitada |

### Radio y Podcasts
| Año             | Título                        | Función                                                                                             | Plataforma        |
| --------------- | ----------------------------- | --------------------------------------------------------------------------------------------------- | ----------------- |
| 2013-Actualidad | A vivir                       | Colaboradora                                                                                        | Cadena Ser        |
| 2014; 2023      | La ventana de Carles Francino | Invitada y Presentadora del podcast ‘La ventana’                                                    | Cadena Ser        |
| 2019            | Ficción Podcast               | Colaboradora                                                                                        | Cadena Ser        |
| 2021            | Estirando el chicle           | Invitada                                                                                            | Spotify y YouTube |
| 2021            | YuLlumBarrera                 | Invitada                                                                                            | VodafoneYu        |
| 2022            | Poco se habla                 | Colaboradora de los programas ‘¿Miedo a hacerse mayor?’, ‘Hablando sin filtros’ y ‘¿Qué prefieres?’ | Spotify y YouTube |
| 2023 - 2024     | Verano en la SER              | Presentadora del podcast ‘Sí a todo’                                                                | Cadena Ser        |
| 2023            | Poco se habla                 | Colaboradora de los programas ‘Amores de verano’ y ‘Las pandillas del verano’                       | Spotify y YouTube |
| 2023            | La cena de los idiotés        | Invitada al programa Hora 25                                                                        | Cadena Ser        |

## Teatro
- Històries d'imprevist (1992)
- Estrelles en un cel de matinada (1994-1995)
- Cabaret Voltaire (1996)
- Entretrés (1998)
- Antología, un paseo por Comediants (1996-1998)
- 5mujeres.com (2002-2004)
- Ángel (2007)
- El maletí (2007)
- Mort de Dama (2009)
- Glorious! La peor cantante del mundo (2010)
- El manual de la buena esposa (2012)
- Tamaño familiar (2014-2015)
- La llamada (2013) y (2016)
- Las bicicletas son para el verano (2017)
- La ternura (2019; 2022-2024)
- La lista de mis deseos (2017-2019)
- Onán (2020-2021)
- Una teràpia integral (2023)
- La paella dels dijous (2024-Actualmente)
- Una terapia integral (2024-Actualmente)

## Trabajos publicados
- Chica busca chico: Manual de ligue de una mujer desesperada. Editorial: La Esfera de los Libros. Año 2003.[5] ISBN 9788497341110

## Premios
Premios Gaudí
| Año  | Categoría               | Serie/Obra              | Resultado |
| ---- | ----------------------- | ----------------------- | --------- |
| 2009 | Mejor actriz secundaria | Diario de una ninfómana | Nominada  |

Premios Amigos del Teatro-Ciudad y Provincia de Valladolid
| Año  | Categoría    | Serie/Obra             | Resultado |
| ---- | ------------ | ---------------------- | --------- |
| 2018 | Mejor actriz | La lista de mis deseos | Ganadora  |